# سيرو دي فرانكو
سيرو دي فرانكو (بالإيطالية: Ciro De Franco)‏ هو لاعب كرة قدم إيطالي في مركز الدفاع، ولد في 8 أكتوبر 1988 في نابولي في إيطاليا. لعب مع نادي كاتانزارو.